# ياسين كيشتا
ياسين كيشتا (مواليد 25 فبراير 2002) هو لاعب كرة قدم مغربي يلعب في مركز خط الوسط في نادي لوهافر والمنتخب المغربي.

## سيرته الذاتية

### الولادة والنشأة (2002-2015)
ازداد ياسين كشتا في عام 2002، ونشأ في حي لوث في جينيفيليي في منطقة هوت- دو- سين في منطقة باريس. على خطى إخوته الأكبر منه سنا  تابع ياسين مساره الدراسي  بجد  حيث كان طالبًا نموذجيًا.
و تبنى أيضا  شغف ممارسة كرة القدم، أخذا نموذجا  لوكا مودريتش، مسعود أوزيل، وأندريس إنييستا. و استهل  كشتا لعب كرة القدم في نادي إي إس جينفيلواز في حيه عندما كان يبلغ السادسة من عمره. ثم لعب في نادي راسينغ كلوب دو فرانس ونادي إف سي باريس.
التكوين في أي سي لو هافر (منذ 2016)
بعد تألقه مع فئة تحت 19 عامًا في فريق  "أي سي لو هافر" ، تمت ترقيته إلى الفريق الرديف في الدوري الفرنسي 3. وخاض فيه أول مباراة له في 16 مارس 2019 و هو بعمر السابعة عشرة ضد سي إم إس أواسيل، حيث دخل في الدقيقة 88 بديلاً لهيرفي بازيل، تحت إشراف المدرب أباس با (خسر فريقه  2-1). في 4 ماي 2019، حصل على أول مشاركة أساسي له مع الفريق الرديف  ضد إف سي لوريان ب (خسر فريقه   3-1).

## إنجازات
المغرب تحت 23
- برونزية كرة القدم الأولمبية : 2024[5]

## روابط خارجية
- ياسين كيشتا على موقع قاعدة بيانات كرة القدم.إي يو (الإنجليزية)
- ياسين كيشتا على موقع Soccerway.com (الإنجليزية)